# Bitches Brew Live
Bitches Brew Live – jazzowy album Milesa Davisa prezentujący koncertowe nagrania utworów z albumu Bitches Brew utrzymane w stylu fusion i wydany w roku 2011 przez firmę Columbia/Legacy.

## Historia i charakter albumu

### 1969
W 1969 roku miał odbyć się kolejny Newport Jazz Festival. Aby zwiększyć zainteresowanie festiwalem i sprzedać więcej biletów, impresario festiwalu George Wein zaprosił obok ikon jazzu (Buddy Rich, Art Blakey i Dave Brubeck) takich wykonawców jak m.in. Led Zeppelin, Jethro Tull i Sly and The Family Stone. Miles Davis, wbrew swoim zwyczajom, że przyjeżdżał na festiwal, dawał koncert i natychmiast wyjeżdżał bez słuchania kogokolwiek, tym razem był na miejscu przez cały weekend i słuchał każdego wykonawcę oraz obserwował reakcje publiczności po ich występach.
Kwintet Milesa Davisa występował 5 lipca, trzy tygodnie przed wydaniem In a Silent Way. Tego samego dnia występowali: Gary Burton, John Mayall, Frank Zappa and the Mothers of Invention, Tal Farlowe, Red Norvo, Newport All-Stars i Ruby Braff.
Kwintet Davisa został później nazwany The Lost Quintet (Zagubiony kwintet), gdyż nigdy w tym składzie nie nagrał studyjnego albumu. Pech prześladował ich także podczas występu, gdyż Wayne Shorter utknął w korku i nie zdążył na koncert. Dlatego nagrania z 5 lipca są wykonywane przez kwartet.
Koncert był krótki, trwał nieco ponad 25 minut, ale bardzo intensywny.
W sześć tygodni później Miles Davis wszedł do studia i nagrał album Bitches Brew. W świetle tych nagrań widać, że album studyjny jednak nie był całkowicie improwizowany, gdyż zespół grał już od jakiegoś czasu utwory, które się na nim znalazły.
Sam Miles Davis był wtedy w znakomitej kondycji: był wtedy wegetarianinem, wolnym od narkotyków i ćwiczącym boks. Mimo tego, że większość ludzi obecnych na widowni festiwalu nie słyszała nowego, elektrycznego Davisa, występ został przyjęty z wielkim aplauzem.

### 1970
Na początku 1970 roku odszedł z kwintetu Wayne Shorter i został zastąpiony przez Gary'ego Bartza, który grał poprzednio z McCoyem Tynerem i Maxem Roachem, ale miał także sporo własnych albumów. Oprócz niego Davis dodał brazylijskiego perkusjonistę Airto Moreirę oraz drugiego klawiszowca - Keitha Jarretta.
Ten septet grał w pierwszej połowie 1970 roku głównie na imprezach rockowych, otwierając występy dla takich wykonawców jak Grateful Dead, Santana i Neil Young.
Festiwal w sierpniu 1970 roku na wyspie Wight był jednym z największych w historii, zgromadził 600 tys. widzów. M.in. wystąpili The Who, Doors i Jimi Hendrix. Septet Milesa Davisa był jedynym zespołem jazzowym. Rockowa publiczność, która przerywała występy niektórych artystów (np. Joni Mitchell czy Krisa Kristoffersona), wysłuchała całego koncertu okazując entuzjazm.

## Utwory
| #  | Tytuł                          | Czas  | Uwagi         |
| -- | ------------------------------ | ----- | ------------- |
| 1. | Miles Runs the Voodoo Down     | 10:26 | Newport       |
| 2. | Sanctuary                      | 03:58 | Newport       |
| 3. | It's About That Time/The Theme | 09:40 | Newport       |
| 4. | Directions                     | 07:30 | Isle of Wight |
| 5. | Bitches Brew                   | 10:09 | Isle of Wight |
| 6. | It's About That Time           | 06:17 | Isle of Wight |
| 7. | Sanctuary                      | 01:10 | Isle of Wight |
| 8. | Spanish Key                    | 08:15 | isle of Wight |
| 9. | The Theme                      | 02:10 | Isle of Wight |

Wszystkie kompozycje Milesa Davisa.

## Muzycy
Newport Jazz Festival (5 lipca 1969)
- Miles Davis - trąbka
- Chick Corea - elektryczne pianino
- Dave Holland - kontrabas
- Jack DeJohnette - perkusja

Isle of Wight Festival (29 sierpnia 1970)
- Miles Davis - trąbka
- Gary Bartz - saksofon altowy, saksofon sopranowy
- Chick Corea - elektryczne pianino
- Keith Jarrett - organy
- Dave Holland - kontrabas, gitara basowa
- Jack DeJohnette - drums
- Airto Moreira - instrumenty perkusyjne

## Opis dysku
- producent - Teo Macero
- inżynier nagrywający - Reice Hamel
- producenci albumu - Richard Seidel i Michael Cuscuna
- mastering - Mark Wilder i Maria Triana
- studio - Battery Studios, New York City
- remiks (dla nagrań z 1969 roku) - Mark Wilder
- remiks (dla nagrań z 1970 roku) - Tom Cadley
- czas - 59 min. 44 sek.
- wytwórnia płytowa - Columbia/Legacy
- nr katalogowy - 88697 81485 2
- data wydania - 8 lutego 2011
- dystrybucja - Sony Music Entertainment